# Estill
Estill és una població dels Estats Units a l'estat de Carolina del Sud. Segons el cens del 2000 tenia 2.425 habitants.

## Demografia
Segons el cens del 2000, Estill tenia 2.425 habitants, 884 habitatges i 624 famílies. La densitat de població era de 264,5 habitants/km².
Dels 884 habitatges en un 35,5% hi vivien nens de menys de 18 anys, en un 35,7% hi vivien parelles casades, en un 29,3% dones solteres, i en un 29,3% no eren unitats familiars. En el 26,6% dels habitatges hi vivien persones soles l'11,5% de les quals corresponia a persones de 65 anys o més que vivien soles. El nombre mitjà de persones vivint en cada habitatge era de 2,74 i el nombre mitjà de persones que vivien en cada família era de 3,3.
Per edats la població es repartia de la següent manera: un 33,7% tenia menys de 18 anys, un 9,3% entre 18 i 24, un 23,8% entre 25 i 44, un 21,9% de 45 a 60 i un 11,3% 65 anys o més.
L'edat mediana era de 31 anys. Per cada 100 dones de 18 o més anys hi havia 74,3 homes.
La renda mediana per habitatge era de 19.484 $ i la renda mediana per família de 23.452 $. Els homes tenien una renda mediana de 25.526 $ mentre que les dones 17.273 $. La renda per capita de la població era d'11.682 $. Entorn del 33,4% de les famílies i el 37,5% de la població estaven per davall del llindar de pobresa.

## Poblacions més properes
El següent diagrama mostra les poblacions més properes.